# سلمى بنت صخر بن عامر
أم الخير سلمى بنت صخر بن عامر التيمية، هي أم أبي بكر الصديق وبنت عم أبيه. لقبت بأم الخير لأنها كانت أم أبي بكر الصديق.

## نسبها وأسرتها
- هي: أم الخير سلمى بنت صخر بن عامر بن كعب بن سعد بن تيم بن مرة بن كعب بن لؤي بن غالب بن فهر بن مالك بن النضر بن كنانة بن خزيمة بن مدركة بن إلياس بن مضر بن نزار بن معد بن عدنان.[1]
- زوجها: أبو قحافة عثمان بن عامر بن عمرو بن كعب بن سعد بن تيم بن مرة بن كعب بن لؤي بن غالب بن فهر بن مالك بن النضر وهو قريش بن كنانة بن خزيمة بن مدركة بن إلياس بن مضر بن نزار بن معد بن عدنان التيمي القرشي.[2] وهو ابن عمها تلتقي في النسب معه في كعب بن سعد بن تيم.[3]
- أبناؤها: أبو بكر الصديق.

## إسلامها
قال ابن الأثير في كتابه أسد الغابة في معرفة الصحابة : قال الزبير: قد بايَعَت النبي صلى الله عليه وسلم، فعن عائشة، قالت: لما أسلم أبو بكر قام خطيبا، فكان أول خطبته دعا إلى الله ورسوله، فثار المشركون على أبي بكر، فضربوه ضربا شديدا، ودنا منه عتبة بن ربيعة وجعل يضربه بنعلين مخصوفتين ويحرفهما بوجهه، ونزا على بطن أبي بكر حتى ما يعرف أنفه من وجهه.
فجاءت بنو تيم فحملت أبا بكر في ثوب حتى أدخلوه منزله، لا يشكون في موته، وجعل أبوه وبنو تيم يكلمونه، فأجابهم آخر النهار فقال: ما فعل رسول الله صلى الله عليه وسلم؟ فنالوا منه بألسنتهم وعذلوه وفارقوه، فلم يزل يسأل عن رسول الله ﷺ حتى حمل إليه فأكب عليه رسول الله ﷺ يقبله، ورق عليه رسول الله ﷺ رقة شديدة، فقال أبو بكر: يا رسول الله هذه أمي، وأنت مبارك، فادع لها، وادعها إلى الإسلام، لعل الله أن يستنقذها بك من النار،
فدعا لها رسول الله ﷺ ودعاها إلى الله تعالى فأسلمت،
قال أبو نعيم: لما توفي أبو بكر  ورثه أبواه جميعا، أبو قحافة وأم الخير،
روى الزهري، عن عبيد الله بن عبد الله بن عتبة، عن ابن عباس، قال: " أسلمت أم أبي بكر، وأم عثمان، وأم طلحة، وأم الزبير، وأم عبد الرحمن بن عوف، وأم عمار بن ياسر "،
قيل: إنها أسلمت قديما مع ابنها أبي بكر وتوفيت أم الخير قبل أبي قحافة.